# Amon Tobin

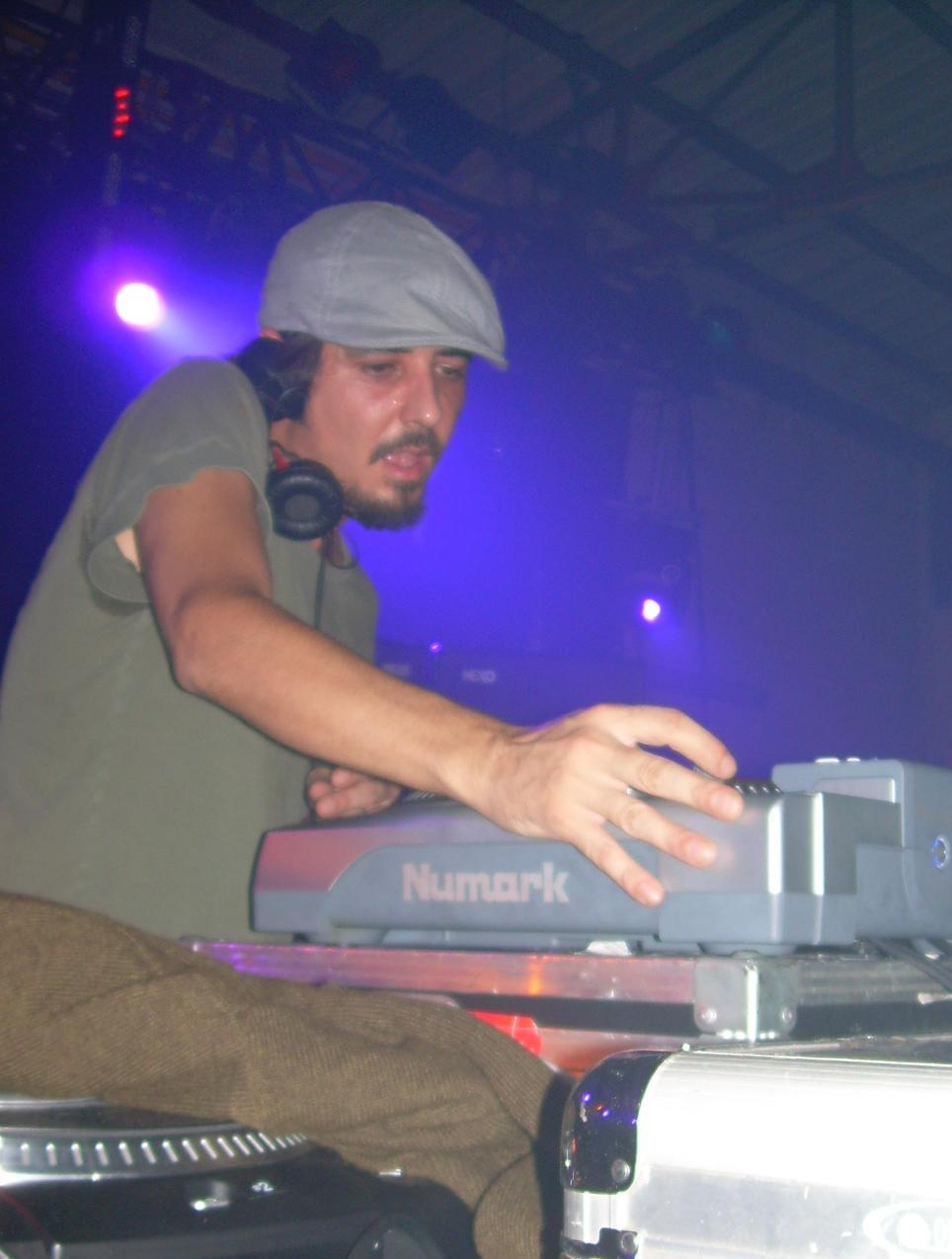
Amon Tobin live.

Amon Tobin (n. 7 februarie 1972) este un muzician, DJ și producător, cunoscut pentru beat-urile puternice alcătuite din sampleuri de jazz, combinate cu drum and bass și samba.

## Biografie
Amon Adonai Santos de Araujo Tobin s-a născut în Rio de Janeiro, Brazilia. S-a mutat în Anglia la o vârstă fragedă, unde muzica hip hop, blues și jazz i-au captat interesul. A lansat patru EPuri și un album, Adventures In Foam, sub numele de Cujo, înainte de a semna cu Ninja Tune la sfârșitul lui 1996. De atunci a lansat patru albume aclamate de critici, sub numele lui real. După o pauză de trei ani de la lansarea vreunei lucrări majore, a fost contractat de compania de jocuri Ubisoft pentru a compune coloana sonoră a jocului Tom Clancy's Splinter Cell: Chaos Theory, lansat în 2005.

## Discografie

### Albume
- Adventures In Foam (1996) (ca și Cujo)
- Bricolage (1997)
- Permutation (1998)
- Supermodified (2000)
- Out From Out Where (2002)
- The Foley Room(2007)

### Colaborări și înregistrări live
- Verbal Remixes & Collaborations (2003)
- Solid Steel Presents Amon Tobin: Recorded Live (2004)
- Chaos Theory - Splinter Cell 3 Soundtrack (2005)